# Stomping Grounds (album)
Stomping Grounds è il 13° album in studio long playing del gruppo Circus Devils, pubblicato negli Stati Uniti nel 2015, in vinile e in CD dalla Happy Jack Rock Records. I Circus Devil sono uno dei progetti paralleli di Robert Pollard, leader e fondatore dei Guided by Voices. Tutte le canzoni sono state scritte ed eseguite da Robert Pollard, Todd Tobias e Tim Tobias.

## Tracce
Lato A
1. Schedules of the Dead
2. Seeds of the Craft
3. Cold Joker
4. Hue an' Dye
5. I'm Going In
6. Weed World (Is Growing Very Strangely)
7. A Bumbling Reply
8. Girl in Space
9. Wise Man's Lament

Lato B
1. Dr. Pompous
2. Sunflower Wildman
3. Stomping Grounds
4. All the Rage
5. Where Hornsby Used to Live
6. The Liquid Observer
7. Sunflower Wildman (Remember Him?)